# Peckfitz
Peckfitz is een plaats en voormalige gemeente in de Duitse deelstaat Saksen-Anhalt en maakt als Ortschaft deel uit van de gemeente Gardelegen in de Landkreis Altmarkkreis Salzwedel.
Het nog steeds agrarisch getinte dorpje Peckfitz telde begin 2022 133 inwoners. Het ligt ten westen van het stadje Gardelegen.
Algenstedt · Berge · Breitenfeld · Dannefeld · Estedt · Gardelegen Stadt · Hemstedt · Hottendorf · Jävenitz · Jeggau · Jerchel · Jeseritz · Kassieck · Kloster Neuendorf · Köckte · Letzlingen · Lindstedt · Mieste · Miesterhorst · Peckfitz · Potzehne · Roxförde · Sachau · Schenkenhorst · Seethen · Sichau · Solpke · Trüstedt · Wannefeld · Wiepke · Zichtau